# Веселовский, Виктор Васильевич
Виктор Васильевич Веселовский (22 февраля 1938 — 15 августа 1992) — советский писатель-сатирик, журналист.

## Биография
Виктор Веселовский — писатель-сатирик, журналист, один из создателей и многолетний руководитель «Клуба 12 стульев» в «Литературной газете», человек, много сделавший для развития сатирического жанра. Благодаря ему в СССР появились сотни профессиональных авторов.

## Создание программы «Вокруг смеха»
В 1978 году, благодаря светлой идее Виктора Веселовского, Аркадия Инина и Татьяны Пауховой, родилась телепрограмма «Вокруг смеха». Задумана программа была как совместный проект отдела развлекательных и юмористических передач Центрального телевидения и юмористического отдела «Клуба 12 стульев» «Литературной газеты», авторами передачи стали многие известные юмористы, среди которых зав. отделом юмора (главный администратор) «Клуба 12 стульев» Виктор Веселовский, автор многих скетчей и сценариев к кинокомедиям Аркадий Инин, писатель Аркадий Арканов и т. д., художником-оформителем стал Игорь Макаров, работавший и неоднократно публиковавшийся в юмористическом отделе «Литературной газеты».

## Фильмография (Сценарист)
- 1975 — Кое-что о колесе (анимационный)
- 1975 — Дело в шляпе (анимационный)

- Фитиль (короткометражный)
- 1962 — Ключи (№ 6)
- 1976 — На свои (№ 175)

## Гибель
В. В. Веселовский погиб в автомобильной катастрофе 15 августа 1992 года. Похоронен в Москве на Преображенском кладбище (участок 13).